# Lógica clássica

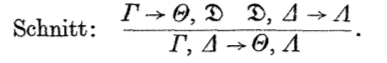
Lógica matemática. Em 2018

Lógica clássica identifica uma classe de Lógica matemática que têm sido mais intensamente estudado e mais amplamente utilizado. A lógica clássica, também conhecida como lógica aristotélica ou lógica bivalente, é a forma tradicional de lógica formal. Ela foi amplamente desenvolvida a partir dos trabalhos de Aristóteles, embora tenha evoluído significativamente ao longo dos séculos. A lógica clássica baseia-se em alguns princípios fundamentais e possui uma estrutura bem definida para avaliar a validade de proposições e argumentos
A classe é, por vezes, chamada de lógica padrão. Elas são caracterizadas por um número de propriedades:
1. Lei do terceiro excluído e Dupla negação;
2. Princípio da não contradição, e o Princípio de explosão;
3. Monotonicidade de vinculação e Idempotência de vinculação;
4. Comutatividade da conjunção;
5. Teoremas de De Morgan: cada conectivo lógico é duplo a outro;

Enquanto não implicou com as condições anteriores, as discussões contemporâneas da lógica clássica normalmente incluem apenas Lógica proposicional e Lógica de primeira ordem.
A semântica da lógica clássica é bivalente. Com o advento da lógica algébrica tornou-se evidente que o cálculo proposicional clássico admite outras semânticas. Elementos intermediários da álgebra correspondem a outros valores, exceto "verdadeiro" e "falso". O princípio da bivalência prende somente quando a álgebra booleana é considerado como sendo a álgebra de dois elementos, o que não tem elementos intermediários.
Aqui estão os principais detalhes:
Princípios Fundamentais da Lógica Clássica
1. Princípio da Identidade:
- Esse princípio afirma que uma proposição é idêntica a si mesma. Ou seja, se uma proposição \(P\) é verdadeira, então \(P\) é verdadeiramente \(P\). Matematicamente, isso é expresso como \(P = P\).
  - Garante a consistência das definições e proposições dentro de um sistema lógico.
2. Princípio da Não-Contradição:
- Estabelece que uma proposição não pode ser simultaneamente verdadeira e falsa. Se \(P\) é verdadeira, então \(P\) não pode ser falsa.
- Formalmente, isso é expresso como \(\neg (P \land \neg P)\), onde \(\neg\) representa a negação e \(\land\) representa a conjunção.
3. Princípio do Terceiro Excluído:
- Afirma que uma proposição é ou verdadeira ou falsa, sem meio-termo. Isso significa que para qualquer proposição \(P\), ou \(P\) é verdadeira ou a sua negação (\(\neg P\)) é verdadeira.
  - Em termos formais, \(P \lor \neg P\) sempre será verdadeira, onde \(\lor\) representa a disjunção.
Estrutura da Lógica Clássica
A lógica clássica lida principalmente com **proposições** e **argumentos**. Uma proposição é uma sentença declarativa que pode ser avaliada como verdadeira ou falsa, e um argumento é uma sequência de proposições em que uma ou mais premissas suportam uma conclusão.
1. Proposições Simples e Compostas
  - Proposições simples: São sentenças básicas que não contêm operadores lógicos. Exemplo: "A grama é verde."
- Proposições compostas: Formadas pela combinação de proposições simples usando operadores lógicos. Exemplo: "A grama é verde e o céu é azul."
2. Operadores Lógicos
Os operadores lógicos são usados para combinar ou modificar proposições. Os principais são:
  - Negação: Inverte o valor de verdade de uma proposição. Se \(P\) é verdadeira, \(\neg P\) será falsa.
  - Conjunção: A proposição \(P \land Q\) é verdadeira somente se tanto \(P\) quanto \(Q\) forem verdadeiras.
- Disjunção: A proposição \(P \lor Q\) é verdadeira se pelo menos uma das proposições (\(P\) ou \(Q\)) for verdadeira.
- Implicação: A proposição \(P \rightarrow Q\) é verdadeira se, sempre que \(P\) for verdadeira, \(Q\) também for verdadeira.
  - Bicondicional: A proposição \(P \leftrightarrow Q\) é verdadeira se \(P\) e \(Q\) tiverem o mesmo valor de verdade.
Tabelas de Verdade
As tabelas de verdade são ferramentas usadas para avaliar o valor de verdade de proposições compostas, considerando todos os possíveis valores de verdade das proposições componentes. Por exemplo, a tabela de verdade para a conjunção \(P \land Q\) é:
| P     | Q     | P ∧ Q |
|-------|-------|-------|
| V     | V     | V     |
| V     | F     | F     |
| F     | V     | F     |
| F     | F     | F     |
Silogismos e Regras de Inferência
A lógica clássica também inclui regras para raciocínio dedutivo, como silogismos (argumentos que têm duas premissas e uma conclusão) e regras de inferência que determinam como derivar conclusões válidas a partir de premissas. Por exemplo:
- Silogismo categórico:
  - Premissa 1: Todos os homens são mortais.
  - Premissa 2: Sócrates é um homem.
  - Conclusão: Portanto, Sócrates é mortal.
- Modus Ponens (regra de inferência):
  - Premissa 1: Se \(P\), então \(Q\).
  - Premissa 2: \(P\) é verdadeira.
  - Conclusão: Portanto, \(Q\) é verdadeira.
Limitações da Lógica Clássica
Embora seja a base de muitos sistemas de raciocínio, a lógica clássica tem limitações:
1. Bivalência: Assume que todas as proposições são verdadeiras ou falsas, o que não permite lidar bem com situações de incerteza ou indefinição.
2. Contradições: A lógica clássica considera qualquer sistema com contradições como inválido (tudo pode ser provado verdadeiro), o que é problemático em contextos onde inconsistências existem temporariamente.
3. Inadequação para algumas formas de raciocínio: Não lida bem com conceitos como possibilidade, necessidade ou estados de coisas que mudam com o tempo (para isso, lógicas modais e temporais são usadas).
A lógica clássica é uma ferramenta poderosa para raciocínio formal e continua sendo fundamental na matemática, filosofia e ciência da computação. Ela fornece uma base sólida para o desenvolvimento de sistemas lógicos mais complexos que abordam suas limitações.

## Exemplos da lógica clássica
- No Organon, Aristóteles  introduz a sua teoria de Silogismo, que é uma lógica de uma forma restrita de decisões: as afirmações tomam uma de quatro formas, Todos P são Q, Alguns P são Q, Nenhum P é Q, e alguns P não são Q. Estes julgamentos encontram-se se dois pares de dois operadores duplos, e cada operador é a negação do outro, as relações que Aristóteles resumiu com o seu Quadrado das oposições. Aristóteles explicitamente formulou a lei do terceiro excluído e da lei da não-contradição ao justificar o seu sistema, embora essas leis não possam ser expressas como julgamentos no âmbito silogístico.
- George Boole's reformulação algébrica da lógica, o seu sistema de Álgebra booleana;
- A lógica de primeira ordem encontrada em Gottlob Frege's Begriffsschrift.

## Lógicas não-clássicas
- Lógica computacional é uma teoria formal semanticamente construído de computabilidade, em oposição à lógica clássica, que é uma teoria formal de verdade, se integra e se estende a lógica clássica, linear e lógica intuicionista;
- Lógica polivalente, incluindo a lógica fuzzy, que rejeita a lei do terceiro excluído e permite que um valor de verdade seja qualquer número real entre 0 e 1;
- Lógica intuicionista rejeita a lei do terceiro excluído, a eliminação dupla negativa, e as leis de a De Morgan;
- Lógica linear rejeita idempotência de vinculação;
- Lógica modal estende a lógica clássica com operadores não-verdade-funcionais ("modal");
- Lógica paraconsistente (por exemplo, dialeteísmo e lógica da relevância) rejeita a lei da não-contradição;
- Lógica da relevância, a lógica linear e lógica não-monotônica rejeita a monotonicidade de vinculação;

Em Deviant Logic, Fuzzy Logic: Beyond the Formalism, Susan Haack dividiu lógicas não-clássicas em lógicas desviantes, quase desviante, e lógica estendida.

## Outras leituras
- Graham Priest, An Introduction to Non-Classical Logic: From If to Is, 2nd Edition, CUP, 2008, ISBN 978-0-521-67026-5
- Warren Goldfard, "Deductive Logic", 1st edition, 2003, ISBN 0-87220-660-2